# 阮氏兄弟 (連體雙胞胎)
阮氏兄弟，為越南一對連體嬰，因戰爭使用橙劑影響，導致生育突變，兩人共用一個下半身器官，身體呈現Y字形相連。1988年於越南胡志明市手術分離。

## 概要
長子阮越，次子阮德，1981年兄弟出生於越南崑嵩省沙泰，此區域因越南戰争大量使用橙劑，導致當地環境發生突變，影響物種生殖能力。雙親於越南戰争結束後一年移居現處，以耕作為職業。
由於戰爭結束當時資訊接收管道有限，無法確切掌握橙劑噴灑範圍，民眾在不知情情況仍舊持續使用受汙染的土地耕作、使用汙染的水源灌溉及採集汙染物種。兄弟與雙親身體不斷累積有毒物質。
1982年，母親無力照顧，兄弟入院河内市越德醫院接受照顧。
1985年間，經由日本媒體報導，及媒體拍攝兄弟接受照顧照片，日本民眾有感越南戰争造成的「悲劇」（爪跡），自主發起募款活動，1985年6月，募得捐款製作專用輪椅提供兄弟使用。
1986年6月11日，阮越發生腦部病變，為求延續生命，兄弟於國內接受初步治療後送往日本東京接受先進手術。
1988年3月，阮越重病昏迷日趨嚴重，由於兄弟下半身身體器官共用，阮德同時感覺身體不適，隨時可能面臨同時死亡威脅，1988年10月於胡志明市慈癒醫院進行分離手術。
兄弟分離後，阮德先後進入特殊學校、高等學校與專科學校就學，畢業後經歷電腦工程師與醫院後勤人員職業，2006年12月成婚並育有子女。
另一方面分離後的阮越仍舊持續飽受病痛所苦，長期住院照顧，2007年10月因腎功能衰竭併肺炎死亡。

## 外部連結
- オンラインツアー
- Đức Nihon（グェン・ドク）的Facebook專頁
- Hội Từ Thiện "VÌ MỘT THẾ GIỚI ĐẸP TƯƠI"的Facebook專頁